# Epichorista zatrophana
Epichorista zatrophana es una especie de polilla del género Epichorista, categorizada en la tribu Archipini, de la subfamilia Tortricinae.

## Distribución
Se distribuye por Oceanía: en Nueva Zelanda, en la ciudad de Christchurch.

## Taxonomía
Fue descrita por Edward Meyrick en 1883.
Tratamiento taxonómico
La especie aparece registrada y publicada en Transactions of the New Zealand Institute 15: 46.